# Laugnac
Laugnac – miejscowość i gmina we Francji, w regionie Nowa Akwitania, w departamencie Lot i Garonna.
Według danych na rok 1990 gminę zamieszkiwały 522 osoby, a gęstość zaludnienia wynosiła 30 osób/km² (wśród 2290 gmin Akwitanii Laugnac plasuje się na 697. miejscu pod względem liczby ludności, natomiast pod względem powierzchni na miejscu 638.).